# ヤン・シェルハース
ヤン・シェルハース（英語: Jan Schelhaas、1948年3月11日 - 、イングランド・リヴァプール出身）は、イングランドのミュージシャンで、主にキャラヴァンとキャメルのキーボード奏者として知られている。

## 略歴
シェルハースの音楽的キャリアは、1968年にリヴァプールの様々なバンドでベースを弾くことからスタートし、デッカ内のデラムレーベルに所属するソウル・バンド、Bernie & the Buzz Bandでシングルをリリース。その後、1970年にソフトロック・バンド、ナショナル・ヘッド・バンドでついにキーボードを担当してツアーを行った。バンドには、ギターとフルートのニール・フォードやドラムのリー・カースレイク（ユーライア・ヒープ）が在籍していた。彼らはイエスのプロデューサーのエディ・オフォードによってプロデュースされた1971年のアルバム『アルバート 1』をリリースしたが、まったく成功しなかった。シェルハースの次の行き先は、ゲイリー・ムーア・バンドとのアルバム『グラインディング・ストーン』を1973年からレコーディングすることであった。レコーディングの後、シン・リジィの1973年のアルバム『西洋無頼』におけるオルガン・セッションを含む、ソロ・プロジェクトなどを行うためにムーアの元を離れた。
1975年7月、シェルハースはデイヴ・シンクレアが脱退した後、キャラヴァンで鍵盤を弾くよう依頼された。シェルハースはバンドとワールド・ツアーを行い、3枚のアルバムをレコーディングした。『聖ダンスタンス通りの盲犬』 (1976年)、『ベター・バイ・ファー』 (1977年)、そして1994年までリリースされなかった『クール・ウォーター』である。1978年夏、キャラヴァンがバラバラになると、シェルハースはアルバム『ブレスレス - 百億の夜と千億の夢 -』 (1978年)に伴うワールド・ツアーにおいてキャメルに参加する申し出を受け入れた。当時、キャメルには、キャラヴァンですでに一緒に演奏していた従兄弟同士のリチャード・シンクレア（ベース、ボーカル）とデイヴ・シンクレア（キーボード）もメンバーとして含まれていた。
シェルハースは1981年までキャメルと仕事し、1979年のアルバム『リモート・ロマンス』、1981年のアルバム『ヌードの物語 - Mr.Oの帰還 -』に参加した。
2002年、シェルハースはデイヴ・シンクレアが音楽性の違いのために脱退したため、再びキャラヴァンに参加するよう求められた。同年、一緒に『アンオウソライズド・ブレックファスト』をレコーディングし、ツアーに帯同した。2005年から2010年の間にバンド活動の一時休止があったが、シェルハースはキャラヴァンのメンバーであり続け、2013年の最新アルバム『Paradise Filter』にも参加している。

## ディスコグラフィ

### ソロ・アルバム
- Dark Ships（2008年）
- Living On A Little Blue Dot（2017年）
- Ghosts Of Eden（2018年）

### キャラヴァン
- 『聖ダンスタンス通りの盲犬』 - Blind Dog at St. Dunstans（1976年）
- 『ベター・バイ・ファー』 - Better by Far（1977年）
- 『クール・ウォーター（英語版）』 - Cool Water（1994年）
- 『イーサー・ウェイ』 - Ether Way（1998年）
- 『サプライズ・サプライズ (ライヴ1975)』 - Surprise Supplies（1999年）
- 『アンオウソライズド・ブレックファスト』 - The Unauthorized Breakfast Item（2003年）
- Paradise Filter（2013年）

### キャメル
- 『リモート・ロマンス』 - I Can See Your House From Here（1979年）
- 『ヌードの物語 - Mr.Oの帰還 -』 - Nude（1981年）